# Ernest Leo Unterkoefler
Ernest Leo Unterkoefler (* 17. August 1917 in Philadelphia, Pennsylvania, USA; † 4. Januar 1993) war ein US-amerikanischer Geistlicher und römisch-katholischer Bischof von Charleston.

## Leben
Ernest Leo Unterkoefler empfing am 18. Mai 1944 das Sakrament der Priesterweihe.
Papst Johannes XXIII. ernannte ihn am 11. Dezember 1961 zum Titularbischof von Latopolis und zum Weihbischof in Richmond. Der Apostolische Delegat in den Vereinigten Staaten von Amerika, Egidio Vagnozzi, spendete ihm am 22. Februar des folgenden Jahres die Bischofsweihe; Mitkonsekratoren waren der Bischof von Raleigh, Vincent Stanislaus Waters, und der Koadjutorbischof von Wheeling, Joseph Howard Hodges.
Am 12. Dezember 1964 ernannte ihn Papst Paul VI. zum Bischof von Charleston.
Für seinen Einsatz für die Rechte der Arbeiter und die Unterstützung der Arbeiterbewegung unter den armen Bewohnern der Appalachen wurde Unterkoefler 1980 mit dem Pacem in Terris Award des Bistums Davenport ausgezeichnet.
Am 22. Februar 1990 nahm Papst Johannes Paul II. seinen gesundheitsbedingten Rücktritt an.